# Halle Steintorbrücke
Halle-Steintorbrücke – przystanek kolejowy w Halle, w kraju związkowym Saksonia-Anhalt, w Niemczech. Znajdują się tu 2 perony.